# Oberea keyensis
Oberea keyensis là một loài bọ cánh cứng trong họ Cerambycidae.